# 洲本温泉
洲本温泉（すもとおんせん）は、兵庫県洲本市（旧国淡路国）にある温泉。

## 泉質
- 単純アルカリ泉（ラドン含有）

## 温泉街
洲本中心街近くの大浜海岸から古茂江海岸の海岸線に展開する。大規模リゾートホテルや旅館、企業の保養所が多く、それら施設の幾つかは洲本温泉と古茂江温泉の二種類の自家源泉をもつ。京阪神および徳島・香川の日帰りゾーンとなっており、温泉街には様々なレジャー施設が見られる。洲本市立淡路文化史料館近くには洲本城を大きく望める足湯も存在する。

### 施設
- サントピアマリーナ - 東洋最大規模のヨットハーバーを中心とするリゾート施設。
  - すもとサントピア海の駅
- エクシブ淡路島

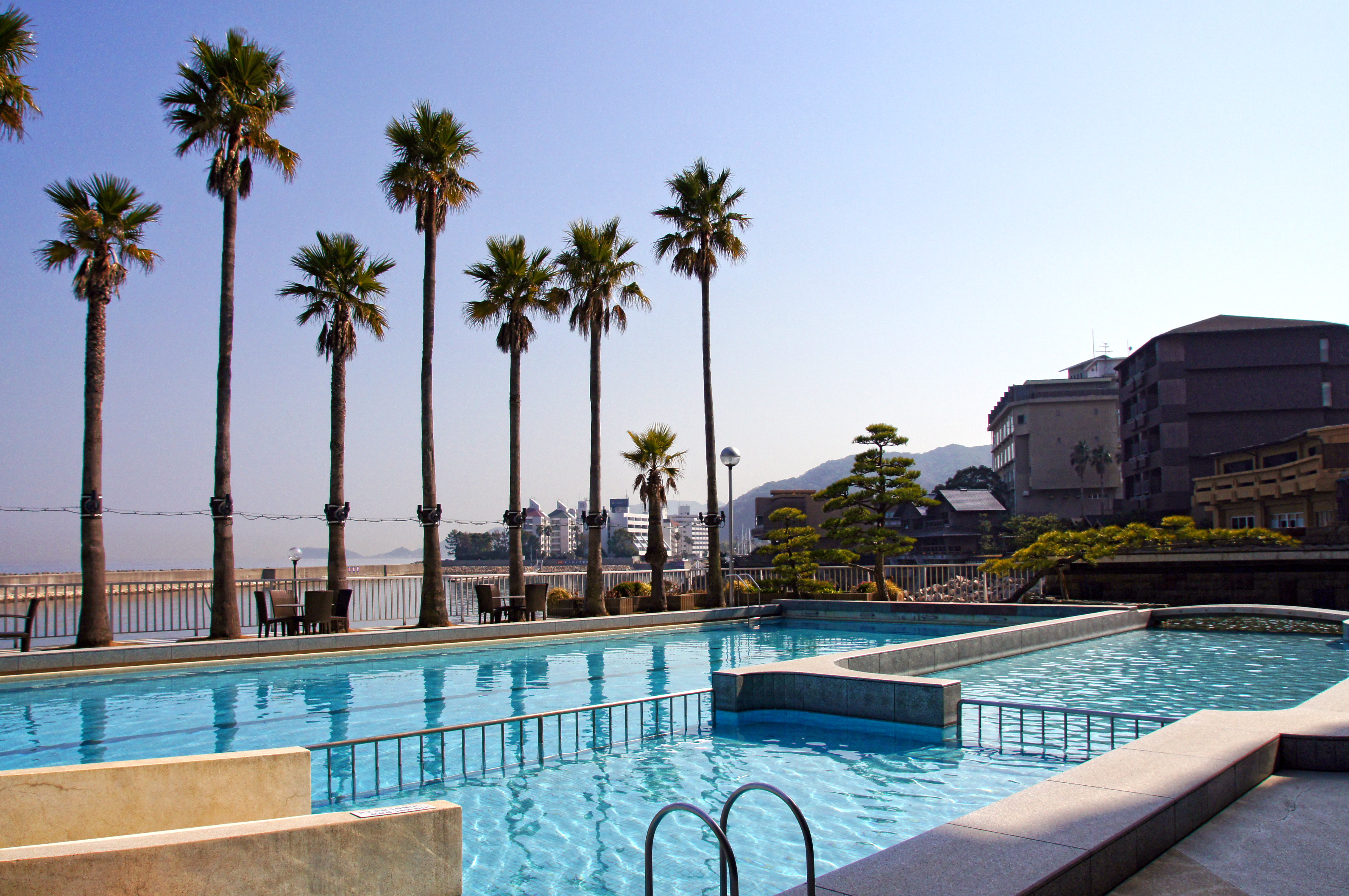
リゾートホテル
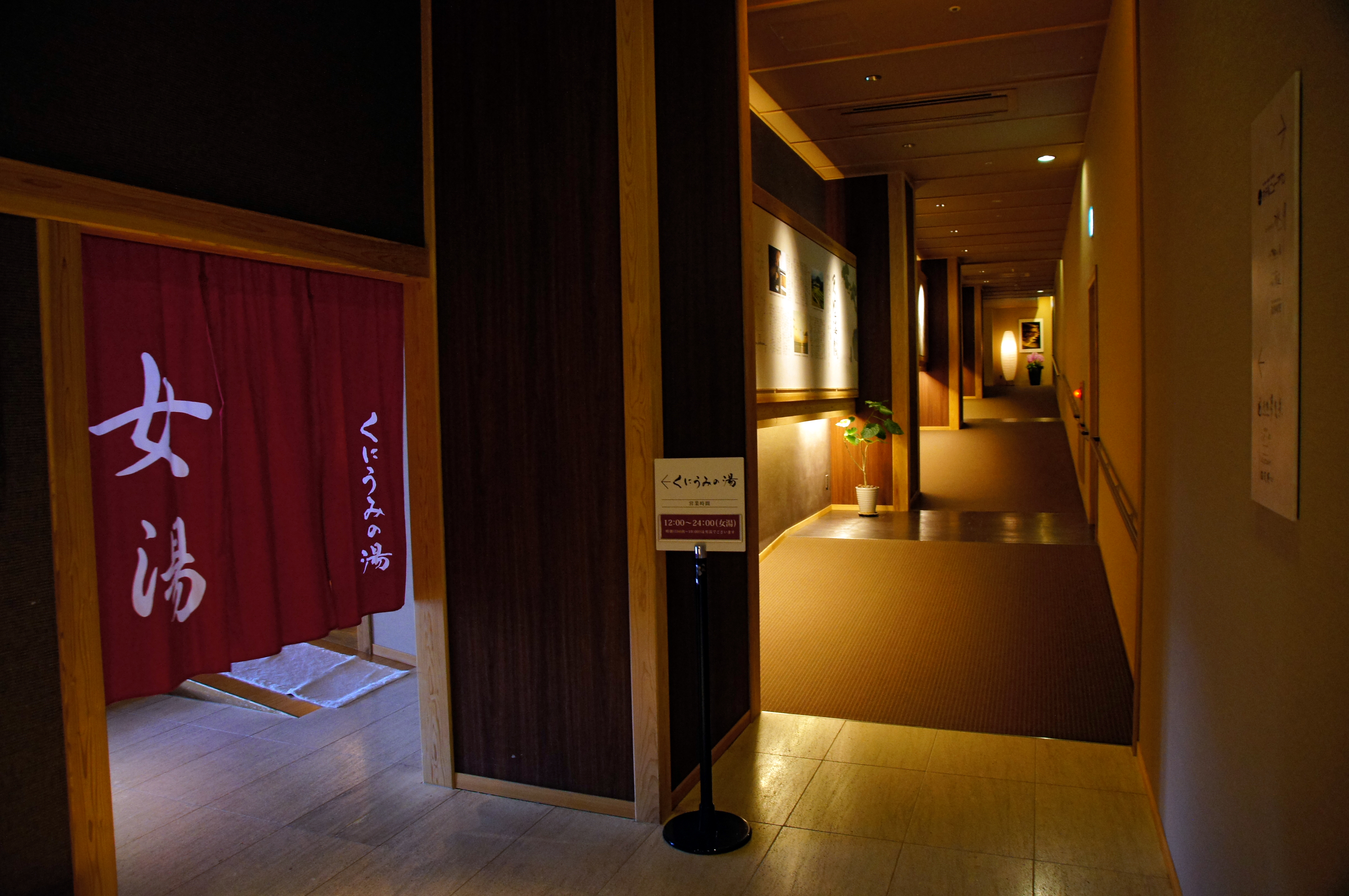
くにうみの湯
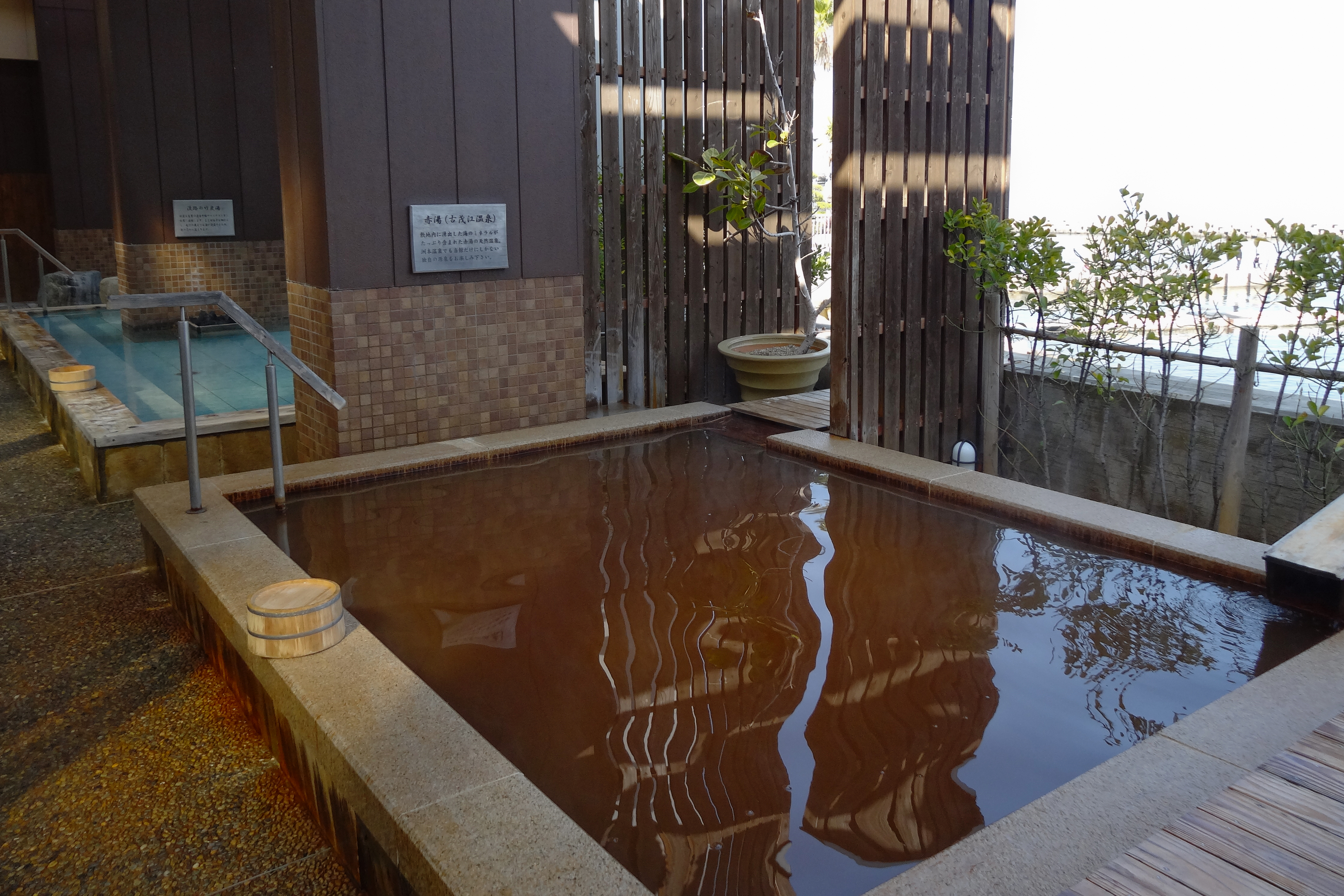
古茂江温泉赤湯、奥は洲本温泉

## 歴史
温泉地が開かれたのは、昭和の時代である。1993年（平成5年）に新たな泉源が開発された。地下1300mまでボーリングを実施して源泉を開発した。
2020年代初頭までは、洲本市のふるさと納税の返礼品に洲本温泉の利用券が設定されていた。しかし、返礼品調達率を3割以下とする基準に違反していたことが発覚。2022年5月、洲本市そのものがふるさと納税制度の適用対象外となった。

## アクセス
- バス：三ノ宮駅・高速舞子バスストップから高速バスで洲本バスセンター下車。各ホテルのシャトルバスあり。旅館・ホテルによっては淡路交通の一般路線バスに乗り換え（由良線：公園前～住吉前の各バス停）。西日本ジェイアールバス・本四海峡バス運行の一部便は洲本温泉の各宿泊施設に直通（洲本バスセンターで各ホテルのシャトルバスや淡路交通一般路線バスに乗り換え不要）している。
- 車：神戸淡路鳴門自動車道淡路島中央SICまたは洲本ICから約15分。